# Guayabal (Palmira)
Guayabal es un centro poblado perteneciente al Corregimiento 13 del municipio colombiano de Palmira (departamento del Valle del Cauca, a 1.110 m s. n. m., consiste en un caserío a orillas de la carretera que comunica a la población de Palmira con el centro poblado Potrerillo, a 3 km de la ciudad.
Su principal actividad económica actualmente es la fabricación del ladrillo, actividad de la que la mayoría de sus habitantes obtienen su sustento.

## Generalidades
El origen de este centro poblado no es muy claro, pero se ha podido establecer que desde épocas posteriores a la colonia los grandes hacendados vallecaucanos trazaban caminos comunales como una salida a la capital para sus productos agrícolas; de esta forma la vía donde se ubica dicho centro poblado cobra una gran importancia por ser la vía que empieza a comunicar los hacendados ubicados en las laderas de las montañas de la cordillera central con el principal caserío en tierra firme que actualmente es la Ciudad de Palmira; la llegada del auge azucarero -con el cultivo de la caña de azúcar (Saccharum officinarum) -empieza a demandar mucha mano de obra, lo que hace que lleguen numerosas familias humildes del norte del Valle, Choco, Cauca y Nariño. Para garantizar la permanencia en el trabajo, los propietarios de las grandes haciendas asignan pequeñas extensiones de tierra para crear rudimentarias viviendas que con el tiempo los habitantes podrían irlas librando como bien propio.
Transcurridas unas cuantas generaciones, a principios del siglo XX, la franja de aproximadamente 2 km de tierra a orillas de dicha carretera principal ya no estaba dentro de los predios de los grandes propietarios o el feudo. Eran ahora terrenos de aproximadamente 1 hectárea, de diferentes dueños, quienes decidieron establecerse definitivamente y poblar el caserío. Las viviendas familiares fueron tomando forma. El agua se obtenía de pozos cavados en la misma propiedad, y los sanitarios consistían en letrinas. Posteriormente para fines de los años 60 el ya establecido Municipio de Palmira extiende redes de agua potable hasta el centro poblado.
- Datos: Q130541204